# Mildred Bailey

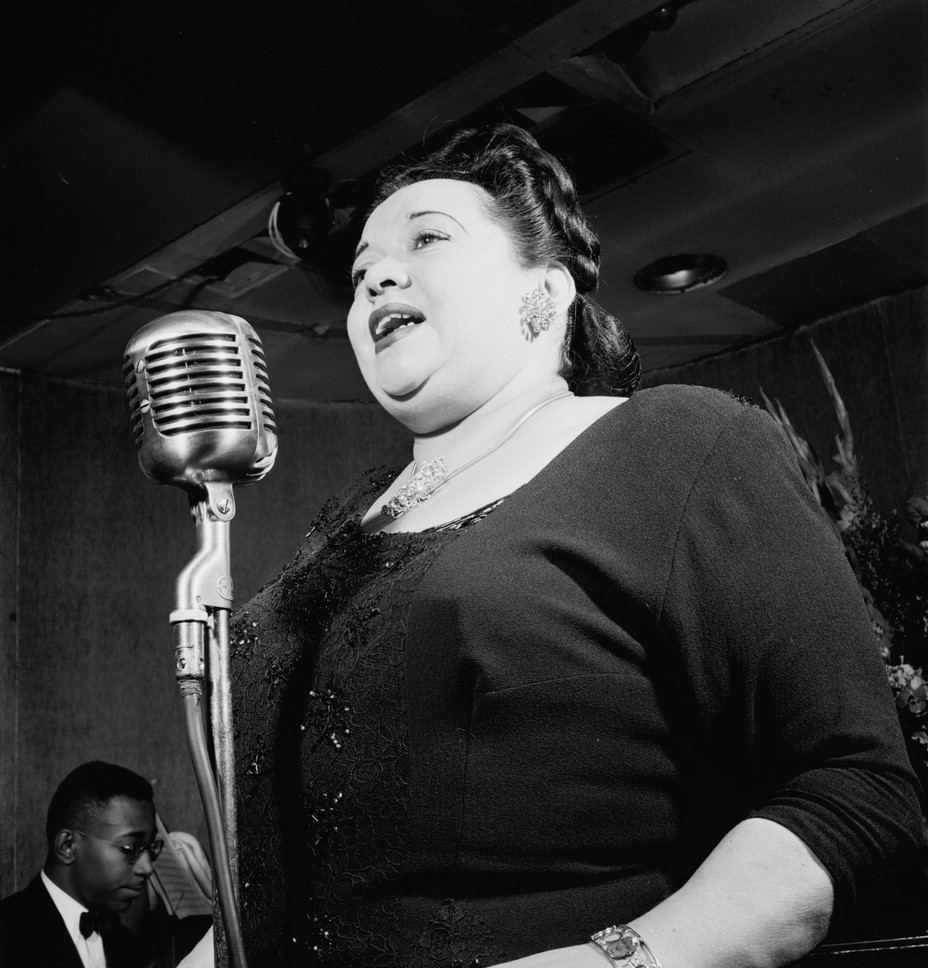
Mildred Bailey, ca. 1947 (foto: William P. Gottlieb)

Mildred Rinker Bailey (Tekoa, 27 februari 1907 - Poughkeepsie, 12 december 1951) was een Amerikaanse jazzzangeres uit het swing-tijdperk. Ze was populair in de jaren dertig en had verschillende nummer 1-hits. Ze was de eerste inheems Amerikaanse vrouw die in de jazz succes had.
Mildred Bailey begon haar carrière als tiener: ze zong en speelde piano bij stomme films in bioscopen. Na het stuklopen van haar huwelijk met Ted Bailey behield ze diens achternaam. Met behulp van haar tweede man, Benny Stafford, werd ze een succesvolle jazz- en blues-zangeres aan de Amerikaanse westkust. In 1929 werd ze aangenomen door bandleider Paul Whiteman en werd de eerste vrouwelijke zanger in een jazzband. Ze debuteerde in de populaire radio-show van Whiteman met "Moaning Low" en had onmiddellijk succes. Bij Whiteman zou ze tot 1933 werken: ze verliet de band met haar derde man, de vibrafonist Red Norvo vanwege onenigheid over het salaris.

## Succes
Bailey maakte in 1929 haar eerste opname, met de band van gitarist Eddie Lang. In 1932 had ze haar eerste hit met "Georgia on My Mind" , geschreven door Hoagy Carmichael. In 1932 nam ze voor het eerst "Rockin' Chair" op, dat eveneens een compositie van Carmichael was. Het werd haar herkennings-song: ze werd ook wel de 'Rockin' Chair Lady' genoemd. In 1933 stond ze in de opnamestudio met het orkest van de gebroeders Dorsey (de opnames verschenen op Brunswick) en een jaar later maakte ze opnames met een groep van Benny Goodman (met onder meer saxofonist Coleman Hawkins).
In de tweede helft van de jaren dertig had ze een groep met Red Norvo. De band trad op bij CBS-radio, waar het echtpaar werd aangekondigd als Mr. and Mrs. Swing. Met de groep maakte ze platen voor onder meer Vocalion, maar ze stond ook in de studio met leden van de band van Count Basie. In 1938 stond ze twee keer op de eerste plaats van de Amerikaanse hitlijsten: met "Please Be Kind" en "Says My Heart", beide songs met Norvo. Na haar scheiding van Norvo zou ze nog steeds platen met hem maken. In 1940 haalde ze de eerste plaats met "Darn That Dream", met het orkest van Benny Goodman.
Tijdens de Tweede Wereldoorlog stond Bailey in de studio met pianist Teddy Wilson en Louis Armstrong. Halverwege de jaren veertig had ze een radioshow bij CBS. Bailey had gezondheidsproblemen (ze was zwaarlijvig en had diabetes) en nam na de oorlog nog maar weinig op. In 1951 moest ze een tournee afbreken en in het ziekenhuis worden opgenomen, waar ze overleed aan hartfalen.

## Discografie
- Ms. Swing (opnames 1929-1947), Proper
- First Lady of Swing: Live (opnames december 1944), Mr. Music
- Me and the Blues (opnames met Eddie Sauter en Ellis Larkins, 1946-1947), Savoy
- Mildred Bailey 1943-1945, Classics
- Mildred Bailey 1945-1947, Classics

- Bibliothèque nationale de France: cb13891063z (data)
- Gemeinsame Normdatei: 134319826
- International Standard Name Identifier: 0000 0000 6310 1168
- Library of Congress Control Number: n82164703
- Nationale Bibliotheek van Letland: 000068409
- MusicBrainz: e079ff65-ad41-48e9-b6ce-8cdb0db64802
- Nationale Bibliotheek van Tsjechië: ola2002158362
- Nationale Bibliotheek van Israël: 987007317418505171
- Istituto Centrale per il Catalogo Unico: RAVV375286
- SNAC: w6tr3sxm
- Système universitaire de documentation: 19673360X
- Virtual International Authority File: 46945480
- WorldCat: E39PBJhmMKjTxKj3Wj9HqhWVYP